# Jeļena Ostapenko
Jeļena Ostapenko (Riga, 8. lipnja 1997.), latvijska je tenisačica ukrajinskih korijena, osvajačica Roland Garrosa, finalistica Wimbledona i prva Latvijka koja je osvojila neki od Grand Slam naslova. Poznata je po izrazito napadačkom načinu igranja u dubinu terena.
Otac Jevgēnijs bio je nogometaš Zaporižžja. Tenis je počela igrati u petoj godini života. Osvajanjem juniorskog Wimbledona 2014. postaje broj dva svjetskog juniorskog tenisa, nakon čega počinje profesionalnu karijeru. U veljači 2016. pobjedom nad tadašnjom osmom igračicom svijeta Kvitovom doseže završnicu uglednog katarskog prvenstva u Dohi. Početkom sljedeće godine dolazi do završnice u Charlestonu, nakon čega u Roland Garrosu mjesec dana kasnije ispisuje povijest. Pobjedom nad favoriziranom Wozniacki postaje prva tinejdžerka koja je dosegla poluzavršnicu u posljednjih deset godina, a pobjedom nad trećom nositeljicom Halep postaje prva Latvijka kojoj to poseže za rukom. Još iste godine u Wimbledonu dolazi do četvrtzavršnice, pobjedom nad četvrtom nositeljicom Svitolinom, osvaja Korejsko prvenstvo i doseže poluzavršnice turnira u Wuhanu, na kojem ostvaruje svoju prvu pobjedu protiv najbolje rangirane tenisačice svijeta, Španjolke Muguruze te Kineskog prvenstva, završavajući 2017. godinu kao sedma tenisačica svijeta.
Godine 2018. doseže završnicu prestižnog turnira u Miamiju, na putu do koje je pobjeđivala Svitolinu i Kvitovu, svoje kolegice među deset najboljih tenisačica svijeta. Pobijedivši Cibulkovu izborila je završnicu Wimbledona, u kojoj je izgubila od Angelique Kerber, tada također jedne od najjačih svjetskih tenisačica.